# Nosferatu: The Wrath of Malachi
| Сводный рейтинг       | Сводный рейтинг     |
| Агрегатор             | Оценка              |
| --------------------- | ------------------- |
| GameRankings          | 70,23 %             |
| Metacritic            | 70/100 (26 обзоров) |
| MobyRank              | 63/100              |
| Иноязычные издания    |                     |
| Издание               | Оценка              |
| 1UP.com               | D-                  |
| AllGame               | [ 6 ]               |
| CVG                   | 6,7/10              |
| GameSpot              | 7,5/10              |
| GameSpy               | [ 9 ]               |
| IGN                   | 6,8/10              |
| Русскоязычные издания |                     |
| Издание               | Оценка              |
| Absolute Games        | 56 %                |
| «Домашний ПК»         | [ 12 ]              |
| «Игромания»           | 6,5/10              |

Nosferatu: The Wrath of Malachi (с англ. — «Носферату: Гнев Малакая»; в России также известна, как «Вампиры») — компьютерная игра в жанре шутер от первого лица с уклоном в survival horror, разработанная Idol FX и выпущенная iGames Publishing в 2003 году на ПК.

## Сюжет
События разворачиваются в XIX веке.
Аристократичная семья Кроу и несколько их близких друзей отправляются в старинное родовое поместье графа Малаши, чтобы обвенчать старшую дочь Ребекку Кроу с его сыном. Сам граф гостей не встретил, велев слугам разместить их по своим комнатам. Когда же дверь замка захлопнулась, начался ужас.
Лишь один из сыновей Кроу, Джек, задержался на сутки и прибыл к замку с опозданием. Прибыв к замку, он ожидал пышное празднество и веселье, но его ждала лишь мрачная атмосфера и приглушённые душераздирающие крики доносящиеся из глубины замка.
Джек остался совсем один в поглощающей тьме.

## Геймплей
Игра является шутером от первого лица с элементами хоррора. Цель — спасти всех членов своей семьи, а также победить приспешников графа и Лорда Малаши.
При начале каждой новой игры, большинство комнат замка генерируются случайным образом на основе шаблонов. Эта особенность очень часто путает новичков с первой же минуты игры. На спасение каждого члена семьи отводится определённое время, и если вы не успели — он умрет, а главный босс игры станет немного сильнее. Таким образом, чем больше число спасено, тем легче окажется битва с лордом Малаши.
Арсенал игрока первоначально представлен мечом и голыми кулаками, но по ходу игры постепенно расширяется. В него добавляется огнестрельное оружие, а также классические атрибуты охотников на вампиров — распятие и деревянные колья.
По всему замку так же разбросаны заметки, описывающие «бестиарий» демонических сил и способы борьбы с ними.
В игре существуют собственные часы. Каждая новая игра начинается в 22:30.